# Olof Rosenstierna
Olof Rosenstierna, född 24 februari 1687 i Västmanland, död 21 september 1746 i Slaka församling, Östergötlands län, var en svensk adelsman och militär.

## Biografi
Olof Rosenstierna föddes 1687 i Västmanland. Han var son till gårdsägaren Olof Rosenstierna och Margareta Rosenstråle född i adelsätten Rosenstråle. Rosenstierna började arbeta 1705 och tog 1706 tjänst i svenska armén i Sachsen. Han blev senare sergeant vid Livgardet och 23 oktober 1707 fänrik vid Livgardet. Rosenstierna blev senare kornett vid Östgöta kavalleriregemente och 9 mars 1708 löjtnant vid Östgöta kavalleriregemente. Han fick 1722 ryttmästares karaktär och fick 26 juli 1723 majors karaktär, med rang från 26 juni 1722. Rostenstierna tog avsked 25 oktober 1739. Han avled 1746 på Lambohovs säteri i Slaka socken.

### Egendom
Rosenstierna ägde gården Lambohovs säteri i Slaka socken.

### Familj
Rosenstierna gifte sig 20 augusti 1729 med Sofia Reuter af Skälboö (1713–1769), dotter till kaptenen Henrik Reuter af Skälboö och Catharina Charlotta Rålamb. De fick tillsammans barnen majoren Henrik Rosenstierna (1730–1769), Charlotta Rosenstierna (1731–1792) som var gift med majoren, friherre Sigge Sparre, ryttmästaren Nils Rosensiterna (1732–1811), Margareta Rosenstierna (1733–1775) som var gift med majoren, friherre David Henrik Leijonhielm, Hedvig Rosenstierna (1735–1772) som var gift med överstelöjtnanten Carl Mauritz von Gertten, Fredrika Rosenstierna (1737–1766) och Gustaf Rosenstierna (1739–1755). Efter Rosenstiernas död gifte Sofia Reuter om sig med riksrådet och generalguvernören Fredrik Carl Sinclair.